# Pio Umberto Pontremoli

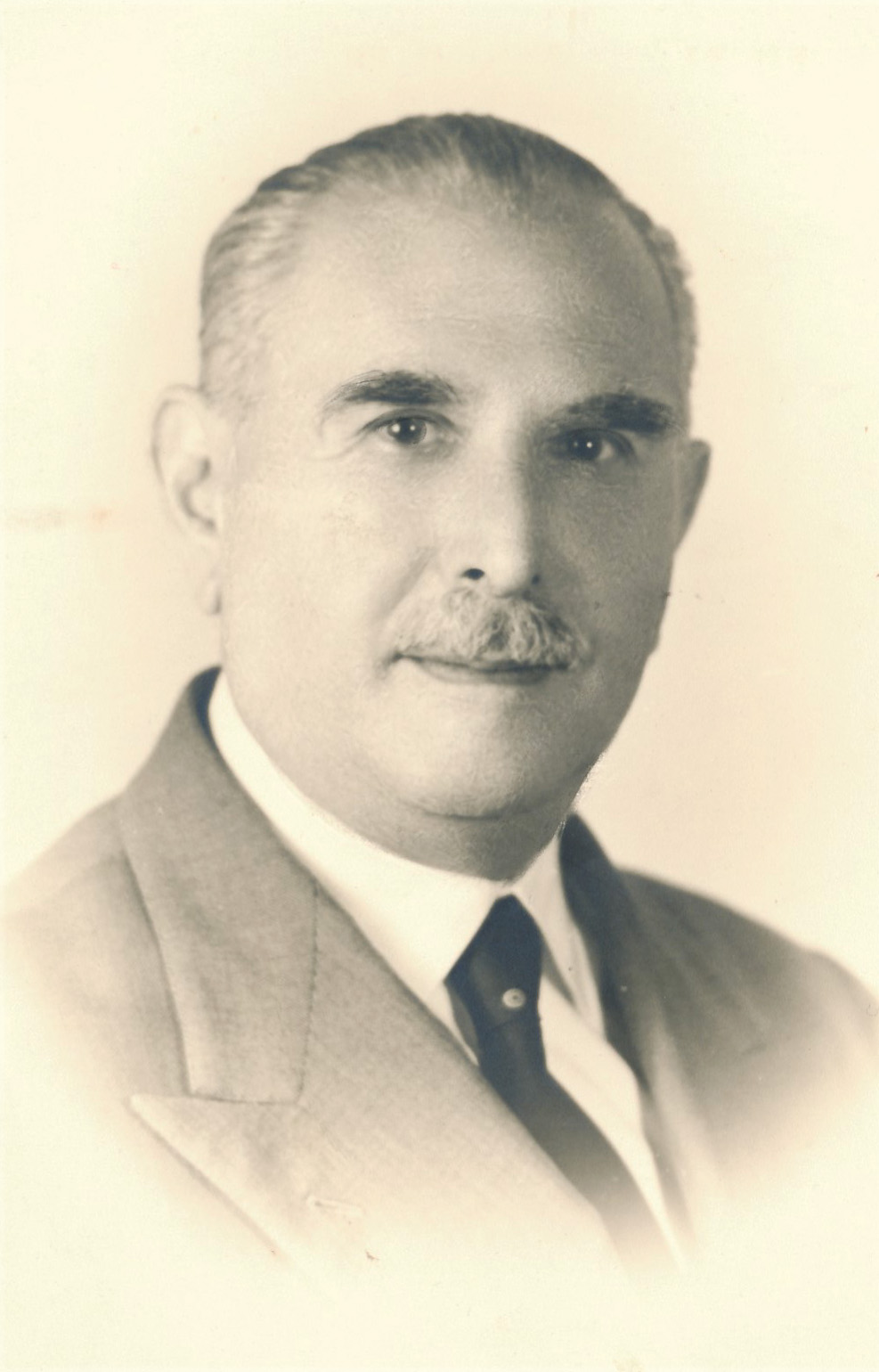
Pio Umberto Pontremoli

Pio Umberto Pontremoli (Atene, 10 luglio 1897 – Grottammare, 1974) è stato un dirigente d'azienda, imprenditore e ingegnere italiano, importante dirigente del Gruppo Montecatini.

## Biografia
Pontremoli Pio nacque ad Atene il 10 luglio 1897 da Enrico Pontremoli, assicuratore, e da Ada Luzzatti, figlia del ministro e banchiere Luigi Luzzatti.
Nacque ad Atene in quanto il padre era direttore della National Insurance, una società di assicurazione del gruppo Assicurazioni Generali, che aveva fondato. La sua nascita fu registrata al Consolato Italiano del Pireo.
Poco dopo la nascita ritornò con la famiglia in Italia a Genova, ove il padre fondò insieme a Evan George Mackenzie la società Alleanza Assicurazioni, e rimase lì sino al 1904.
Dal 1904 si trasferì a Roma dove visse in via Lungo Tevere Mellini, 17 fino al 1914, trasferendosi poi fino al 1920 in piazzale Flaminio, 9.
A Roma frequentò le Scuole Elementari Comunali e poi il Ginnasio Liceo Torquato Tasso.
Allo scoppio della guerra nel 1915 prese parte attiva nel “Comitato Romano di Mobilitazione Civile” e, benché molto giovane, diresse il “Segretariato del Popolo per l'assistenza alle famiglie dei richiamati alle armi”, ricevendo per questo una medaglia di benemerenza dal Comune di Roma.
Nell'aprile del 1916, quando non aveva ancora compiuto i 18 anni, appena ricevuto l'assenso paterno si arruolò volontario e nel novembre 1916 raggiunse il fronte a Lucinico di Gorizia con il grado di caporale. Successivamente frequentò il corso di Allievi Ufficiali in zona di guerra e prese parte a tutte le azioni militari del 1917 come Aspirante Ufficiale nel 9º Reggimento Artiglieria Fortezza. Nominato Sottotenente di Complemento nel maggio 1917, dal giugno 1917 fu nella 428ª Batteria di assedio e, dopo la ritirata di Caporetto, prese parte a tutte le campagne militari del 1918 nell'Armata del Grappa, raggiungendo il grado di Tenente nel giugno 1918.
Terminata la guerra si iscrisse alla Facoltà di Ingegneria dell'Università di Roma e, trasferitosi a Milano, al Politecnico di Milano dove si laureò in Ingegneria Industriale nel dicembre 1921.
Nel febbraio 1922 venne assunto dalla Società Italiana di Elettrochimica e mandato nello stabilimento di Bussi (Pescara) come capo-reparto dell'Officina di produzione dell'alluminio dove rimase fino al febbraio 1928. A Bussi diresse per alcuni anni i corsi premilitari.
Nel febbraio 1928 entrò come ingegnere nella Società Montecatini e nel maggio dello stesso anno fu inviato a Mori (Trento) dove diresse i lavori di montaggio dello stabilimento per la produzione dell'alluminio della consociata Società Nazionale dell'Alluminio. Nel 1929 venne promosso vice direttore di quello stabilimento di cui assumeva la direzione nel dicembre 1936.
A partire dal 1935 diresse anche la progettazione del nuovo stabilimento di Bolzano per la produzione dell'alluminio sempre della Società Nazionale dell'Alluminio dirigendone anche i lavori di montaggio fino al dicembre 1936.
Mantenne il posto di direttore dello stabilimento di Mori fino al luglio 1938 quando entrarono in vigore le disposizioni delle leggi a difesa della razza ariana. Grazie all'ing.Guido Donegani, amministratore delegato della Società Montecatini, riuscì a mantenere un posto di lavoro nell'ambito di tale società; nell'agosto 1938 assumeva la direzione dello stabilimento di Piedimulera (Novara – adesso provincia di Verbano-Cusio-Ossola) della Società Metallurgica Piemontese che tenne fino al dicembre 1938. Da gennaio ad aprile 1939 fu messo in congedo ma con regolare stipendio.
Il 1 maggio 1939 chiese di essere messo in aspettativa senza stipendio per potersi recare in Africa Orientale Italiana (l'A.O.I. comprendeva l'Eritrea e la Somalia) alla ricerca di un posto di lavoro, cercato però senza successo.
Nel luglio 1939 il suo rapporto di lavoro con la Montecatini fu risolto a far data dal 1 maggio 1939 in applicazione di quanto previsto dalle leggi di difesa della razza non avendo presentato la richiesta di discriminazione razziale nei termini previsti dalla legge in quanto non era presente in Italia. Ugualmente la Montecatini gli corrispose metà stipendio in applicazione della clausola di non concorrenza. La domanda di discriminazione razziale fu presentata una prima volta il 26 novembre 1938 e una seconda volta il 13 ottobre 1939 e venne accolta come da certificato del comune di Firenze del 3 dicembre 1939.
Ottenuta la discriminazione razziale fu quindi riassunto in servizio a partire dal 15 novembre 1939 con la qualifica di Direttore dei lavori dello stabilimento di Ferrara della Società Lavorazione Leghe Leggere, consociata della Montecatini.
Nel settembre 1942 venne licenziato ma nel novembre 1942 divenne consulente della Montecatini prestando servizio presso l'Industria Nazionale Alluminio.
Il 10 settembre 1943 si rifugiò nelle Marche per riunirsi alla famiglia.
Dopo l'avvenuta liberazione dell'Italia centrale e meridionale nell'agosto 1944 venne riassunto dalla Montecatini e fu inviato a Bussi come consulente in qualità di Capo Gruppo degli stabilimenti dell'Abruzzo. Nel dicembre 1944 fu nominato direttore dello stabilimento di Bussi, mantenendo anche la qualifica di Capo Gruppo degli stabilimenti dell'Abruzzo.
Nell'agosto del 1945 fu chiamato alla direzione di Roma della Montecatini e nel settembre 1945 rientrò a Milano riprendendo servizio presso la consociata Industria Nazionale dell'Alluminio con la carica di vice direttore e poi di condirettore, occupandosi della rimessa in marcia degli stabilimenti di Bolzano e di Mori. Nel 1947 assunse anche la carica di Amministratore delegato della Società Metallurgica Feltrina.
Nel 1954 lasciò tali incarichi e fu nominato Direttore Generale della Società Lavorazione Leghe Leggere.
Nel 1956 fu insignito della onorificenza di "Commendatore al Merito della Repubblica Italiana" su proposta del presidente del consiglio Antonio Segni.
Successivamente fu nominato: Consigliere d'amministrazione della Alluminio S.p.A., membro dell'Associazione Italiana di Metallurgia e Consigliere del Centro Leghe Leggere, membro dell'Institute of Metals di Londra e dell'Associazione Termotecnica Italiana.
Andò in pensione nel 1968 conservando però per alcuni anni la carica di consulente della società Lavorazione Leghe Leggere.
Morì a Grottammare nel 1974.

## Vita privata
Pio Umberto Pontremoli, sposato con Norah Modigliani, figlia di Ettore Modigliani, aveva due sorelle: Anna Vittoria ed Amelia. Quest'ultima nel 1944 fu arrestata a Firenze e deportata nel campo di sterminio di Auschwitz dal quale non fece più ritorno.

## Onorificenze

### Onorificenze civili
- Medaglia al merito del Comune di Roma